# Memorial Marco Pantani
O Memorial Marco Pantani é uma prova de ciclismo profissional de uma etapa que se disputa na região de Emília-Romanha, na Itália. Toma a saída em Cesenatico e termina em Cesena, cidade natal de Pantani. A prova rende homenagem à memória do ciclista Marco Pantani, ganhador de Giro e Tour e falecido tragicamente em fevereiro de 2004.
A prova celebra-se de forma ininterrumpida desde o mesmo ano da morte do ciclista, 2004 com um percurso de 180 km aproximadamente. Ainda que as duas primeiras edições não foram oficiais tendo estas 60 km e 76 km respectivamente, ascendendo ao profissionalismo a partir do 2006 na categoria 1.1 do UCI Europe Tour. Em 2007 e 2008 mudou levemente o seu nome pelo de Memorial Marco Pantani-Troféu Mercatone Uno, precisamente sendo Mercatone Uno a equipa ciclista onde Pantani esteve inscrito mais anos.
O primeiro ganhador foi o italiano Damiano Cunego e nenhum corredor tem sido capaz de impor-se em mais de uma ocasião.

## Palmarés
| Ano  | Vencedor          | Segundo           | Terceiro              |           |
| ---- | ----------------- | ----------------- | --------------------- | --------- |
| 2004 | Damiano Cunego    | Franco Pellizotti | Luca Mazzanti         |           |
| 2005 | Gilberto Simoni   | Luca Mazzanti     | Emanuele Sella        |           |
| 2006 | Daniele Bennati   | Luca Mazzanti     | Ruslan Pidhornyy      |           |
| 2007 | Franco Pellizotti | Luca Mazzanti     | Pasquale Muto         |           |
| 2008 | Enrico Rossi      | Damiano Cunego    | Ruslan Pidhornyy      |           |
| 2009 | Roberto Ferrari   | Giovanni Visconti | Valerio Agnoli        |           |
| 2010 | Elia Viviani      | José Serpa        | Manuel Belletti       |           |
| 2011 | Fabio Taborre     | Davide Rebellin   | Daniel Martin         |           |
| 2012 | Fabio Felline     | Elia Viviani      | Giovanni Visconti     |           |
| 2013 | Sacha Modolo      | Enrico Rossi      | Andrea Piechele       |           |
| 2014 | Sonny Colbrelli   | Grega Bole        | Fabio Chinello        |           |
| 2015 | Diego Ulissi      | Giovanni Visconti | Vincenzo Nibali       |           |
| 2016 | Francesco Gavazzi | Matteo Busato     | Paolo Totò            |           |
| 2017 | Marco Zamparella  | Diego Ulissi      | Egan Bernal           |           |
| 2018 | Davide Ballerini  | David Gaudu       | Francesco Gavazzi     |           |
| 2019 | Alexey Lutsenko   | Diego Rosa        | Guillaume Martin      |           |
| 2020 | Fabio Felline     | Ethan Hayter      | Aleksandr Riabushenko |           |
| 2021 | Sonny Colbrelli   | Vincenzo Albanese | Alex Aranburu         |           |
| 2022 | cancelado         | cancelado         | cancelado             | cancelado |
| 2023 | Alexey Lutsenko   | Marc Hirschi      | Pavel Sivakov         |           |
| 2024 | Marc Hirschi      | Lorenzo Milesi    | Vincenzo Albanese     |           |
| 2025 |                   |                   |                       |           |

Nota: As edições 2004 e 2005 foram corridas de exibição não oficial (criteriums).

## Palmarés por países
| País   | Vitórias |
| ------ | -------- |
| Itália | 15       |